# (17971) Samuelhowell
(17971) Samuelhowell (1999 JZ50) – planetoida z pasa głównego asteroid okrążająca Słońce w ciągu 3,42 lat w średniej odległości 2,27 j.a. Odkryta 10 maja 1999 roku.